# Alexandra Ledermann
Alexandra Ledermann (Évreux, 14 de mayo de 1969) es una jinete francés que compitió en la modalidad de salto ecuestre.
Participó en dos Juegos Olímpicos de Verano, obteniendo una medalla de bronce en Atlanta 1996, en la prueba individual, y el cuarto lugar en Sídney 2000, en la prueba por equipos.
Ganó una medalla de plata en el Campeonato Mundial de Saltos Ecuestres de 1998 y dos medallas en el Campeonato Europeo de Saltos Ecuestres, oro en 1999 y bronce en 1995.

## Palmarés internacional
| Juegos Olímpicos   | Juegos Olímpicos         | Juegos Olímpicos  | Juegos Olímpicos |
| Año                | Lugar                    | Medalla           | Categoría        |
| ------------------ | ------------------------ | ----------------- | ---------------- |
| 1996               | Atlanta (Estados Unidos) | Medalla de bronce | Individual       |
| Campeonato Mundial |                          |                   |                  |
| Año                | Lugar                    | Medalla           | Categoría        |
| 1998               | Roma (Italia)            | Medalla de plata  | Por equipos      |
| Campeonato Europeo |                          |                   |                  |
| Año                | Lugar                    | Medalla           | Categoría        |
| 1995               | San Galo (Suiza)         | Medalla de bronce | Por equipos      |
| 1999               | Hickstead (Reino Unido)  | Medalla de oro    | Individual       |